# Etiopski volk
Etiópski vólk (znanstveno ime Canis simensis; amharsko ተኵላ, dob. 'volk', izgovorjava [täkʷula], ali ቀይ ቀበሮ, kej kebero, 'rdeča lisica'), znan tudi kot abesinski volk, rdeči šakal ali rdeča lisica, simienski šakal ali simienska lisica (čeprav ni v sorodu ne s šakalom, ne z lisico), je ena od najredkejših in najbolj ogroženih vrst iz družine psov. Živi na območju alpskih predelov Etiopije, na približno 3.000 m nadmorske višine. Obstaja le na približno dvanajstih predelih s skupnim številom okoli 550 živali.
Britanski zoolog argentinskega rodu Claudio Sillero-Zubiri z Univerze v Oxfordu je zelo veliko prispeval k ohranitvi vrste, še posebej pa s svojim delom za cepivo proti steklini, da bi živali zaščitil pred boleznijo, ki se prenaša od tamkajšnjih psov. Izbruh stekline v letu 1990 je le v dveh tednih zmanjšal največje znano število osebkov v Narodnem parku Bale od približno 440 do manj kot 160 živali.